# 마츠오카 유키
마츠오카 유키(松岡 由貴, 1970년 9월 13일~)는 일본의 성우, 배우이다.

## 출연작

### TV 애니메이션
1997년
- 꿈의 크레용 왕국(샤카틱)

1999년
- 오쟈마죠 도레미(세노오 아이코)

2000년
- 오쟈마죠 도레미#(세노오 아이코)

2001년
- 머메이드 멜로피 피치피치핏치(에릴)
- 못토! 오쟈마죠 도레미(세노오 아이코)
- 코메트상(네네)
- 정글은 언제나 하레와 구우(마리)

2002년
- 갤럭시 앤젤 A(에리카 탄템)
- 오쟈마죠 도레미 돗캉!(세노오 아이코)
- 아즈망가 대왕(가스가 아유무/오사카)
- 쁘띠 프리 유시(그렌다)

2003년
- 마부라호(카제츠바키 쿠리코)
- 우주의 스텔비아(아리사 그렌노즈, 미아 그렌노즈)
- D.C 다카포(미즈코시 마코)
- 스크랩드 프린세스(세네스 루루 기어트)
- 블리치 (이노우에 오리히메)

2004년
- 마법소녀 리리컬 나노하(에이미 리미에타)
- 엘펜리트 (나나)
- 최유기 RELOAD GUNLOCK (슈도(朱童, 쥰파(純華))

2005년
- 극상학생회 (쓰노모토 레인)
- 마법선생 네기마(에반젤린 아나스타샤 키티 맥도웰)
- 마법소녀 리리컬 나노하 A'S(에이미 리미에타)
- D.C 다카포 Second Season(미즈코시 마코)

2006년
- 갤럭시 엔젤룬(이자벨라 에센스)
- 네기마?!(에반젤린 아나스타샤 키티 맥도웰)
- 스즈미야 하루히의 우울(쓰루야)

2007년
- 러브★콤플렉스(간자키 마유)
- 소녀왕국 표류기(사쿠야)

2009년
- 쌍둥이 맑음(지누시 오네이)

2010년
- 아마가미SS (이토 가나에)
- 수호천사 히마리 (진구지 구에스)

2011년
- 미래일기 (히노 히나타)
- 마켄키! (아마토 도미카)
- 드래곤 크라이시스 (비앙카 A. 루)

### OVA
2002년
- 러브 히나 Again(구로)

2003년
- 트루 러브 스토리(가미야 나유)

2004년
- 꼬마 마법사 레미 비밀(세노오 아이코 (사랑))
- 건버스터 2(루크루트)

2006년
- 반쪽 달이 떠오르는 하늘(미즈타니 미유키)

2007년
- 부드럽게 삼국지를 자극하라 여포코쨩(여포코)

2008년
- 코드기어스 반역의 를르슈 R2 영상특전(여자아이)
- D.C. 다카포 I.F(미즈코시 마코)

### 극장판
2001년
- 아즈망가 대왕 극장판(카스가 아유무/오사카)

2004년
- 애플시드 2004 극장판(히토미)

2006년
- 블리치 극장판(이노우에 오리히메)

2010년
- 스즈미야 하루히의 소실(쓰루야 씨)
- 마법소녀 리리칼 나노하 극장판(에이미 리미에타)

2011년
- 철권 블러드 벤젠스(알리사 보스코노비치)

### 게임
2003년
- D.C. 다카포 Plus Situation(미즈코시 마코)

2006년
- 서몬 나이트4(리셸 브롱스, 피아)

2007년
- 프린세스 메이커 5(이마가와 에미리)
- 철권6(알리사 보스코노비치)

2008년
- 모에 모에 2차 대전(약어)(벨로체)

2013년
- 퍼펫티어(피카리나)

### 인터넷
2006년
- 막말기관설 이로하니호헤토(고바코)